# Álvaro Obregón, Ocozocoautla de Espinosa
Álvaro Obregón är en ort i Mexiko.   Den ligger i kommunen Ocozocoautla de Espinosa och delstaten Chiapas, i den sydöstra delen av landet, 600 km öster om huvudstaden Mexico City. Álvaro Obregón ligger 356 meter över havet och antalet invånare är 302.
Terrängen runt Álvaro Obregón är huvudsakligen kuperad, men åt nordväst är den platt. Runt Álvaro Obregón är det ganska glesbefolkat, med 40 invånare per kvadratkilometer. Närmaste större samhälle är Raudales Malpaso, 19,9 km nordost om Álvaro Obregón. I omgivningarna runt Álvaro Obregón växer i huvudsak städsegrön lövskog.